# Аделунг, Фёдор Фёдорович
Фёдор Фёдорович Аделунг (нем. Friedrich Johann von Adelung; 1800 — после 1888) — инженер-генерал-лейтенант русской императорской армии.

## Биография
Родился 9 (21) ноября 1800 года в семье Фёдора Павловича Аделунга.
С 1807 по 1814 год учился в Петришуле, затем, до 1817 года — в Санкт-Петербургской губернской гимназии; после шестого (предпоследнего) класса поступил юнкером в 4-й Пионерный батальон.
В 1820 году окончил офицерские классы Главного инженерного училища и был выпущен прапорщиком в полевые инженеры; 24 августа 1823 года был переведён в Сапёрный лейб-гвардии батальон; подпоручик гвардии (ст. 14.10.1823), поручик гвардии (ст. 11.6.1825).
Во время декабрьских событий 1825 года отдельный караул под командованием Аделунга охранял кабинет императора; утром 15 декабря батальон сдал караул 1-му батальону лейб-гвардии Преображенского полка и вернулся в свои казармы.
Участвовал в русско-турецкой войне 1828—1829 гг.; В апреле 1828 года Сапёрный батальон через Дунайские княжества походом двинулся к Варне; был произведён в штабс-капитаны гвардии (ст. 6.12.1828); весной 1829 года в составе группы офицеров был командирован в действующую армию для организации инженерного обеспечения боевых действий. За сражение при Силистрии получил орден Св. Анны 3-й ст. с бантом и орден Св. Владимира 4-й ст. с бантом. Из-за болезни был переведён в штаб командующего Дибича.
Затем участвовал в Польской кампании 1830—1831 годов; капитан гвардии (ст. 6.4.1830) — командовал 2-й саперной ротой гвардейского сапёрного батальона и был награждён золотой полусаблей с надписью «За храбрость» и орденом Св. Анны 2-й степени; полковник (ст. 20.1.1834).
С 15 марта 1836 года — командир 1-го резервного сапёрного батальона. За выслугу лет 6 декабря 1836 года получил орден Св. Георгия 4-й степени.
В прикомандировании к Образцовому пехотному полку (на 17.3.1844); произведён в генерал-майоры 1 февраля 1846 года.
В 1847—1858 годах был инспектором Корпуса лесничих и вице-директором Лесного департамента. На 1869 год – в отставке.
Умер после 1888 года.

## Награды
- орден Св. Владимира 4-й ст. с бантом (20.10.1829)
- орден Св. Анны 3-й ст. с бантом
- орден Св. Анны 2-й ст. (25.02.1832)
- золотая полусабля с надписью «За храбрость» (15.11.1831)
- орден Св. Георгия 4-й ст. (06.12.1836)
- Знак отличия беспорочной службы XX лет (22.08.1840) и за XXV лет (22.08.1846)
- орден Св. Станислава 2-й ст. (11.01.1841)[5]

## Семья
Был женат на Варваре Николаевне Ладыженской (1823–?), дочери генерал-лейтенанта Н. Ф. Ладыженского. Их дети:
- Сергей (02.04.1852—?)
- Лидия (22.03.1856—?)
- Варвара (09.09.1858—?)
- Мария, в замужестве Герингер. Именным Высочайшим указом, данным Правительствующему сенату 17 сентября 1911 года, внукам генерал-лейтенанта Фёдора Фёдоровича Аделунга, рождённым дочерью его Марией Фёдоровной от брака её с титулярным советником Николаем Людвиговичем Герингер, Фёдору и Николаю Герингер, с нисходящим потомством, Всемилостивейше предоставлено пользоваться правами потомственного дворянства.